# Iresine macbridei
Iresine macbridei är en amarantväxtart som beskrevs av Paul Carpenter Standley. Iresine macbridei ingår i släktet Iresine och familjen amarantväxter. Inga underarter finns listade i Catalogue of Life.